# Bribri Talamanca
El Territorio Indígena Bribri Talamanca es uno de los cuatro territorios indígenas costarricenses de la etnia bribri. Colinda con el Territorio Indígena Càbecar Talamanca. Como parte de los antecedentes de la creación del Territorio, se tiene que a finales del siglo XIX y principios del siglo XX la United Fruit Company (UFCo.) expandió sus cultivos de banano en la zona de Talamanca, lo que provocó que las personas bribris se opusieran a que sus territorios fueran convertidos en bananales; así, estas, junto con personas de etnia càbecar, fueron quienes inicialmente pusieron de manifiesto las amenazas que les generaba la gran extensión del monocultivo de banano de la UFCo.Fue entonces como en 1907 solicitaron al gobernador de Limón que las empresas del capital extranjero tuvieran vedada la adquisición de terrenos cuya ocupación estaba en manos de indígenas.
Posteriormente, entre 1912 y 1914, a las personas indígenas de Talamanca les fueron adjudicadas 2000 ha de tierra, mediante una autorización del Gobierno y, años después, en 1919, a través de un decreto se facultó al Estado para adquirir, también, 2000 ha en Talamanca, que se distribuirían entre las personas indígenas.Dos décadas después, en 1939, se promulgó la Ley General sobre Terrenos Baldíos, la cual, en su numeral 8, facultaba al Poder Ejecutivo para delimitar algunos territorios de Costa Rica como de dominio único de las personas indígenas.Luego, para el año 1945 se promulgó un decreto sobre la prohibición de la adquisición en propiedad privada de las tierras ocupadas por las personas indígenas, el cual, además, establecía los lineamientos para la demarcación de territorios reservados para esta población.
Dado el conflicto en torno a las tierras donde tenía operaciones la UFCo. en la zona de Talamanca, a partir de 1927 la transnacional decidió abandonar, paulatinamente, operaciones en el lugar.En los años setenta, a raíz de una incertidumbre en cuanto la situación legal de esos terrenos, la UFCo. optó por otorgarlos en donación al Estado; pero, solicitando como retribución la ayuda de este para establecerse en otras regiones del territorio nacional.Dicha situación fue lo que hizo posible que en 1976 se constituyera una “reserva indígena” en Talamanca.
En 1977 se promulga la Ley Indígena, que vela, entre otras cosas, por la autonomía y la delimitación de los territorios de los pueblos indígenas y la cual se volvió un instrumento jurídico esencial para estos pueblos en su lucha por la defensa de sus tierras, su cultura y su identidad.
Finalmente, el Territorio Indígena Bribri de Talamanca se creó por decreto en 1985. y este se localiza en el cantón de Talamanca, provincia de Limón; cubriendo un área aproximada de 43,690 ha de una zona predominantemente montañosa.

## Historia

### La Época Colonial (1502-1820)
Durante la época colonial, siglo XVII, la población bribri de Talamanca opuso gran resistencia al dominio español, lo cual llevó a que se produjeran muchos procesos de dominación por parte de los colonizadores, provocando el desarrollo de gran cantidad de guerras entre españoles y personas indígenas.
Los colonizadores (no solamente españoles, sino también ingleses, franceses, miskitos), querían utilizar la población indígena, entre ellas la bribri, para utilizarla como mano de obra en sus cultivos, en los procesos de explotación ambiental e incluso venderlos como personas esclavizadas a otras comunidades.
Una de las tantas rebeliones que permitieron a los bribris mantener su condición de pueblo independiente se produjo en el año 1709 y fue organizada por los jefes indígenas Pablo Presbere (chamán bribri) y Comesala (càbecar); dicha sublevación indígena sorprendió a los españoles y destruyó las reducciones de Chirripó, Cabécar y Urinama.Al final de muchas batallas entre bribris y españoles, estos últimos lograron hacer prisioneras a setecientas personas indígenas, entre quienes se encontraba Pablo Presbere. Poco tiempo después, los colonizadores decidieron volver a Cartago, ciudad donde forzosamente metieron aproximadamente a quinientas personas indígenas, quienes tuvieron que realizar trabajos muy fuertes, pues cerca de una década después sobrevivieron sólo doscientas. Finalmente, Presbere fue enjuiciado y condenado a muerte en Cartago el 4 de julio de 1710, donde murió decapitado.
Debido a muchos problemas que se presentaron entre los españoles, el territorio de Talamanca permaneció al margen de la colonización, lo cual permitió que las personas bribris mantuvieran su independencia durante el resto de la colonia. No obstante, existían enfrentamientos entre poblaciones indígenas independientes de Talamanca y Bocas del Toro que mantenían enemistades y rivalidades entre sí (por ejemplo, entre los viceitas o bribris y los nasos); situación de la cual se aprovecharon en ciertas ocasiones los españoles al aliarse con algunos de los grupos indígenas para embestir a sus adversarios. Al respecto, en un informe presentado por el maestre de campo de nombre Francisco Fernández de la Pastora en 1749, acerca de dos incursiones en Talamanca que en su momento había liderado con aliados nasos para la captura de personas indígenas, este menciona que los nasos y los bribris habían estado en conflicto bélico hasta que él les dio la orden de ponerle fin;no obstante, esa paz a la que se refiere Fernández de la Pastora fue solo algo temporal. 
Aunque no se tiene evidencia histórica suficiente que permita conocer las particularidades de las causas de dichos combates entre nasos y bribris, se ha mencionado que eran represalias relacionadas con sucedos del pasado, como ataques o captura de bribris por parte de los nasos en alianza los miskitos con el fin de venderles como personas esclavizadas.
Asimismo, en Talamanca existieron alianzas entre bribris y càbecares. Tal fue el caso de la sublevación de 1709, que contó con la alianza de la mayoría de las personas indígenas comprendidas entre la zona de Chirripó -al noroeste de Talamanca- hasta la isla que hoy se conoce como isla Colón en Bocas del Toro y que en ese entonces se denominaba isla de Tójar.

### El Período Republicano (1821-actualidad)
Una vez establecida la República de Costa Rica en el año 1821, las enemistades entre bribris y nasos continuaron, de forma que en el decenio de 1820 se creó una alianza entre miskitos y bribris, la cual tenía como objetivo mermar las fuerzas de los nasos. Finalmente, para el año 1827, los tres grupos acordaorn detener los enfrentamientos entre sí.
Después, en 1867, el Estado costarricense reconoció como principal figura al mando del territorio de Talamanca al rey bribri Santiago Mayas, a raíz de su propia incapacidad para controlar la zona de Talamanca sin recurrir a la ayuda de personas indígenas, como Mayas. Se destaca que en el período de tiempo en el que dicho cacique estaba a cargo de este sector, se produjeron ciertos conflictos con antecedentes en los enfrentamientos entre nasos y bribris, pues se acusaba a Mayas de perseguir e intentar someter a los primeros a causa de las confrontaciones que en otros tiempos habían tenido ambos grupos.
Ya en el siglo XX, la problemática en la distribución del territorio bribri, se vio reflejada en diversas luchas y protestas sobre la reducción de dicho territorio, en donde la explotación de la tierra y el extractivismo representan una parte fundamental del conflicto. Para ejemplificar, se puede mencionar el caso de la petrolera AROL SINSON en la década de los 1970, en donde los movimientos de protesta efectuados por la población bribri permitieron el cese de acciones de esta empresa.
En casos más recientes, las acciones de defensa territorial con relación al pueblo indígena bribri, se puede mencionar el cuestionamiento que este hace al proyecto REDD+ (Reducción de Emisiones por Deforestación y Degradación del Bosque) que aparece gracias al FONAFIFO (Fondo Nacional de Financiamiento Forestal) a partir del 2010; tal cuestionamiento surge por la preocupación del pueblo bribri sobre el manejo del bosque que pertenece a su territorio y que mantiene un carácter esencial en su subsistencia.
Los diversos conflictos vinculados con el territorio indígena a nivel nacional, aún ya adentrados en el siglo XXI, permanecen sin resolver. Acciones efectuadas por parte del Estado costarricense no han solventado esta problemática; esto debido a la persistencia del conflicto, aunado al irrespeto a la integridad y a los derechos indígenas desde el período colonial hasta la fecha, que ha generado distintas formas de protesta y demandas para exigir una distribución justa en lo referente al territorio indígena bribri.

## Poblados
Abarca las comunidades de Chasse, Bambú, Watsi, La Pera, Meleruk, Suretka, Shiroles, Sepecue, Mojoncito, Bajo Coen, Alto Coen, Coroma, Amubri, Soki, Kachabri, Suiri, Katsi, Dururpe, Namu Woki, Boca Uren, Alto Uren Alto Lari, Duriñak, Yorkin, Shuabb y Ak Bërie. Es administrado por la Asociación de Desarrollo Integral del Territorio Indígena Bribri (ADITIBRI) que a su vez se organiza en distintos Consejos de Vecinos de las distintas comunidades. La economía se basa en el cultivo de  banano, plátano, cacao, raíces, tubérculos, maíz y árboles frutales.

## Características
La población indígena bribri constituye uno de los grupos más numerosos de Costa Rica, existen unos 10000 indígenas Bribri. Están localizados en las Reservas Indígenas de Salitre y Cabagra en la Provincia de Puntarenas y en la Reserva Indígena de Talamanca. 
Conservan su lengua Bribri (escritura y oral) y se dedican a la agricultura, pesca, caza de aves y cría de cerdos. Entre los productos artesanales que ellos confeccionan está la cestería y la fabricación de instrumentos musicales, para lo cual utilizan elementos naturales.
Se movilizan por medio de botes y balsas en el cauce del río Tarcoles, en la frontera con Panamá. 
La población indígena de Talamanca es parte de las culturas indígenas del Amazonas. Su sistema social en la época precolombina se basaba en el cacicazgo, donde se designaba a un jefe o cacique el cual tomaba las decisiones de la tribu (era como un rey o presidente).
La Reserva Bribri de Talamanca cuenta con 1
```
habitantes en la cuenca del río Sixaola, con los siguientes asentamientos: Sipurio, Suretka, Amubre, Sepecue (Coen), Shiroles, Bribris, Katsi, Atalanta, Urén, Coroma, Yorkín (Soró Kichá), Vesta, Chase, Talía, Paraíso, Costa Rica (Sixaola), Piedra Grande, Volio (Watsi), Fields, Telire, Bordon, Concepción de Atalanta, Akberie (Piedra Grande), Bratsi, Mojoncito, Shiroles, y Lari.
```

## Demografía
Para el censo de 2011, este territorio tiene una población total de 8368 habitantes, de los cuales 7772 habitantes (92,88%) son autoidentificados cómo de etnia indígena.